# Llengües caucàsiques

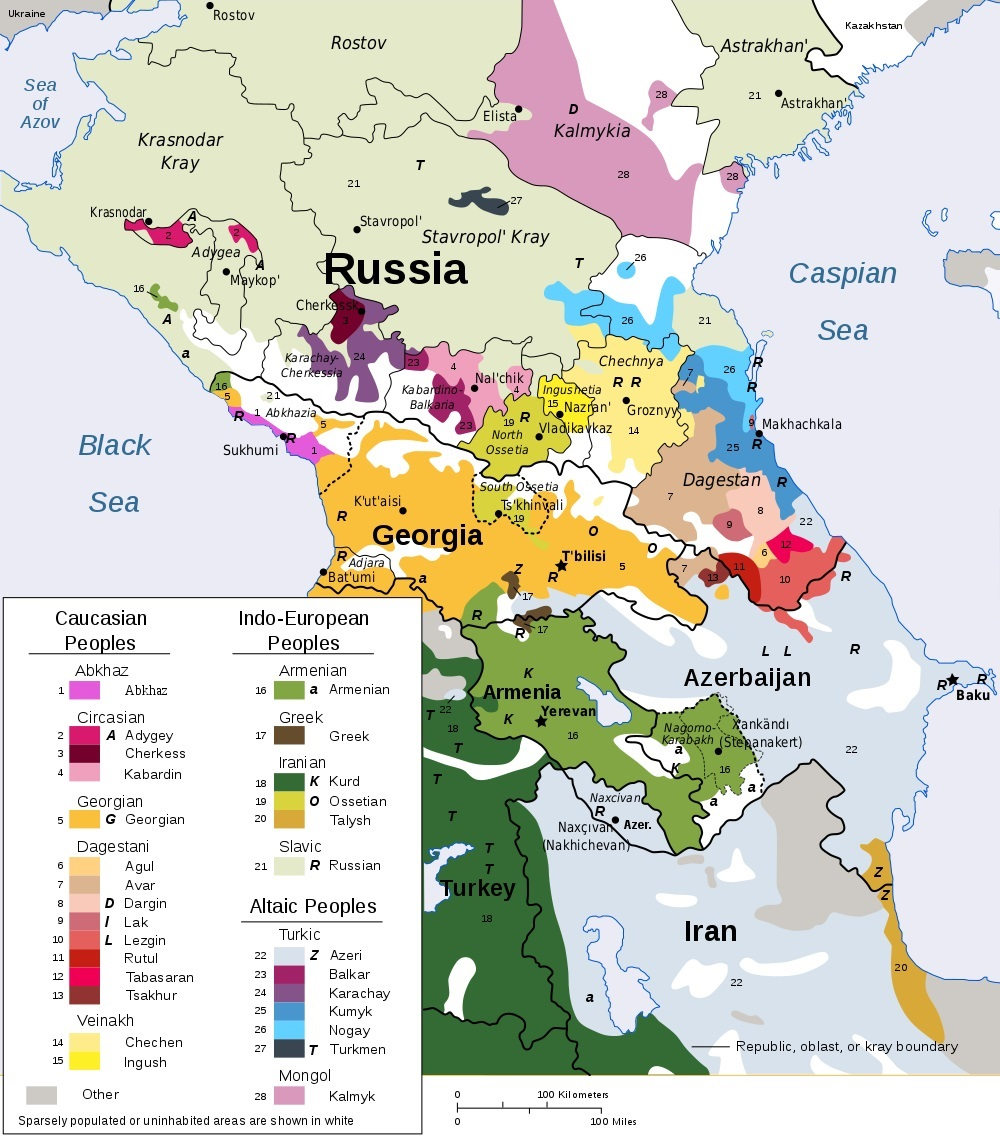
Grups etnolingüístics del Caucas

El terme llengües caucàsiques és emprat informalment per a referir-se a un grup gran i extremadament variat de llengües parlades per més de 7 milions de parlants al sud-est de l'Europa oriental, entre la mar Negra i la mar Càspia. Alguns estudis lingüístics classifiquen aquestes llengües en diverses famílies amb poca o gens d'afinitat entre si. Algunes d'aquestes famílies de llengües no tenen membres fora de l'àrea del Caucas. En conjunt, són unes llengües que destaquen pels seus grans i complexos sistemes de consonants.

## Famílies lingüístiques
Les quatre famílies de llengües parlades exclusivament a la regió del Caucas són:
- Família caucàsica meridional, també anomenada família caucàsica del sud, família de llengües georgianes o llengües kartvelianes. Inclou:
  - georgià (llengua oficial de Geòrgia)
  - laz
  - mingrelià
  - svanetià
- Família caucàsica del nord-oest, també anomenada família abkhazoadigué o circassiana. Inclou:
  - abazí
  - abkhaz
  - adigué
  - kabardí
  - txerkès
  - ubikh

Alguns estudiosos inclouen en la família l'hatti, antiga llengua morta parlada a l'Anatòlia.
- Família caucàsica del nord-centre, també anomenada nakh. La majoria d'acadèmics consideren les llengües nakh o llengües caucàsiques nord-orientals centrals com una família separada de les llengües caucàsiques, però altres les consideren com un subgrup de les llengües caucàsiques del nord-est.[2] Inclou:
  - bats
  - ingúix
  - txetxè
- Família caucàsica del nord-est o família daguestànica. Inclou:
  - agul
  - akhvakh
  - andi
  - artxi
  - àvar
  - bagvalal
  - bezhta
  - botlikh
  - budukh
  - darguà
  - gigatl
  - godoberi
  - hinukh (ginukh)
  - hunzib
  - kakhtak
  - karata
  - khinalug
  - krits
  - kubatxi
  - khvarxi
  - lak
  - lesguià (kuri)
  - rútul
  - tabassaran
  - tindi
  - tsakhur
  - tsez (Dido)
  - txamalal
  - udin

Alguns estudiosos han relacionat aquesta família amb l'extingida família hurritouràrtia.
Altres llengües del Caucas es poden incloure en famílies amb una distribució geogràfica més àmplia:
- Indoeuropees:
  - armeni
  - llengües iràniques:
    - osset
    - talix
    - judeotat
- Altaic:
  - túrquic:
    - àzeri
    - balkar
    - karatxai
    - kúmik
    - nogai

  - mongol:
    - calmuc

## Afinitats amb altres llengües
Des del segle xix aquest tema ha atret l'atenció de nombrosos investigadors. S'ha escrit molt sobre la classificació de les quatre grans famílies de llengües del Caucas i la seva possible relació amb altres grans famílies de llengües del món. Tanmateix, el tema és molt delicat a causa de la complexa situació política i social de la zona, tant abans com després de la desaparició de la Unió Soviètica. Com en moltes altres regions del món, els arguments lingüístics es fan servir sovint en disputes territorials i moviments independentistes. Amb motiu de la pobresa del coneixement lingüístic i històric de la zona, les implicacions polítiques sovint dominen el debat.
Cap de les famílies o agrupacions que venen a continuació tenen una àmplia acceptació en cercles lingüístics.

### Hatti
Alguns estudiosos han vist afinitats entre les llengües caucàsiques del nord-oest (circassià) i la llengua morta hatti. El hatti es va parlar a l'Anatòlia (actual Turquia), a les àrees adjacents a l'antiga Hattusa (actualment Boğazköy), fins al 1800 aC, en què va ser reemplaçada per l'hitita, llengua indoeuropea.

### Grup alarodià
S'han trobat similituds entre les llengües caucàsiques del nord-est (i potser també les del nord-centre) i les llengües hurritourartianes, tesi defensada principalment pels lingüistes russos I. M. Diakonov i Serguei Starostin.
S'ha proposat el nom de família alarodiana per a aquest grup. La família tindria una antiguitat de 5.000 anys i una estructura semblant a aquesta:
- Llengua caucàsica del nord
  - Llengua caucàsica del nord-oest
  - Llengua alarodiana (Caspi)
    - Llengua caucàsica del nord-est
    - Llengua caucàsica del nord-centre
    - Llengua hurritourartiana

La família de llengües caucàsiques del nord no és acceptada per la majoria dels lingüistes. Moltes de les paraules emparentades proposades podrien ser simples manlleus lingüístics.

### Grup hettoibèric
Aquesta família, proposada per l'historiador georgià Simon Khanàixia, inclouria les llengües caucàsiques del sud, els grups del nord, l'hatti i altres llengües de l'antiga Anatòlia. (El nom ibèric fa referència a la Ibèria del Caucas, regne del segle iv aC al VI, centrat en la Geòrgia oriental; no està pas relacionat amb la península Ibèrica).

### Iberocaucasià
Les famílies caucàsiques del nord i del sud no estan relacionades ni tan sols en la classificació profunda de Greenberg. Tanmateix, alguns estudiosos, entre els quals destaca el lingüista georgià Arnold Txikobava, han proposat el nom de llengües iberocaucàsiques per agrupar les quatre famílies de llengües del Caucas. Tot i no existir proves lingüístiques per afirmar-ne la unitat, l'agrupament esdevé pràctic com a terme geogràfic.

### Basc
Moltes de les llengües caucàsiques tenen un sistema de declinacions conegut com a ergatiu, cosa que les distingeix de les llengües europees. El fet que el basc, llengua aïllada, també inclogui un sistema ergatiu ha dut molts estudiosos a proposar la seva pertinença a algun dels grups caucàsics. Tanmateix, les semblances entre les declinacions del basc i de les llengües caucàsiques han esdevingut molt superficials. De fet, hi ha molts lingüistes que afirmen que l'estructura subjacent en el georgià no és ergativa.

### Denecaucasià
Recentment, alguns lingüistes com Merritt Ruhlen i John Bengtson han proposat una superfamília anomenada llengües denécaucasianes que inclouria, entre d'altres, les llengües caucàsiques i el basc.